# سیارک ۲۴۰۸۴
سیارک ۲۴۰۸۴ (به انگلیسی: 24084 Teresaswiger، نامگذاری:1999TG289) بیست و چهار هزار و هشتاد و چهارمین سیارک کشف شده‌است که در ۱۰ اکتبر ۱۹۹۹ کشف شد.
قدر مطلق سیارک برابر ۹.۳ است.